# Страшкевич, Владимир Михайлович
Владимир Михайлович Страшкевич (укр. Володи́мир Миха́йлович Страшке́вич, 1875, Вышевичи — 1962, Винница) — украинский литературовед и языковед, педагог. Кандидат филологических наук (1954).

## Биография
Окончил Санкт-Петербургскую духовную академию и Археологический институт.
С 1900 года преподавал историю, латинский, а затем и украинский языки в киевских гимназиях.
Член «Старой громады». Работал в издательстве «Век». Печатался в «Литературно-научном вестнике» и ряде киевских журналов и газет под псевдонимом В. Поточний.
Во время УНР — исполнял обязанности вице-директора департамента Министерства Вероисповеданий.
В первой половине 1920-х годов — сотрудник исторической секции Украинской академии наук. В 1925—1928 — преподаватель украинского языка для служащих. С 1926 — член-редактор социально-экономического отдела Института украинского научного языка ВУАН, был также председателем плановой и методологических комиссий Института.
Один из соавторов нормативного русско-украинского «Словаря делового языка. Терминология и фразеология» (укр. «Словник ділової мови. Термінологія та фразеологія») (1930), который содержал около 15 000 русских терминов и фразеологизмов). «Словарь…» способствовал совершенствованию украинской деловой терминологии, соединяя галицко-буковинские и восточноукраинские тенденции развития.
Репрессирован по делу «Союза освобождения Украины». Осужден к высылке с Украины на 3 года без лишения прав. Наказание отбывал в Воронеже, где преподавал латинский язык.
С 1944 по 1961 год — преподаватель украинского и латинского языков в Винницком педагогическом институте.
Реабилитирован в 1989 году.

## Избранные труды
- Словарь делового языка. Терминология и фразеология. К. , 1930.;
- Проблема изложения классической лексики (Семантика и словообразование): Материалы для методики преподавания латинского языка в высших учебных заведениях (АКД) . — Винница , 1951. 16 с .